# Tanze mit dem Besenstiel
Tanze mit dem Besenstiel ist eine Polka française, die Johann Strauss Sohn zugeschrieben wird (op. 458). Ort und Datum der Uraufführung sind nicht überliefert.

## Einzelnachweis
1. ↑  Quelle: Englische Version des Booklets (Seite 99) in der 52 CDs umfassenden Gesamtausgabe der Orchesterwerke von Johann Strauß (Sohn), Hrsg. Naxos (Label). Das Werk ist als sechster Titel auf der 37. CD zu hören.